# Ануйский
Ану́йский — посёлок в Солонешенском районе Алтайского края. Входит в состав Сибирячихинского сельсовета.

## История
Посёлок был основан как Ануйская ферма совхоза «Сибирячихинский».

## Население
| 1997 | 1998 | 1999 | 2000 | 2001 | 2002 |
| ---- | ---- | ---- | ---- | ---- | ---- |
| 168  | ↗169 | ↗172 | ↗176 | ↘164 | ↘163 |
| 2003 | 2004 | 2005 | 2006 | 2007 | 2008 |
| ↘140 | ↗141 | ↘107 | →107 | ↘103 | ↘102 |
| 2009 | 2010 | 2011 | 2012 | 2013 |      |
| ↘99  | ↘93  | ↘90  | ↘86  | ↘80  |      |

### Национальный состав
Согласно результатам переписи 2002 года, в национальной структуре населения русские составляли 98 %.